# Médiouna
M'ediouna (pronúncia: mêdiuna) é uma cidade do oeste de Marrocos, situada a cerca de 20 km a sul do centro de Casablanca. É capital da província homónima e faz parte da região de Grand Casablanca. Em 2004 tinha 14 653 habitantes.